# José Calderón Penilla
José de la Encarnación Calderón Penilla (24 de marzo de 1843 - 25 de marzo de 1889) fue un comerciante, empresario e industrial regiomontano, dueño de la Casa Calderón de Monterrey, así como fundador, junto con Isaac Garza Garza, de la Cervecería León, y principal promotor de la Cervecería Cuauhtémoc.

## Primeros años
Nació en Monterrey, Nuevo León, el 24 de marzo de 1843. Sus padres fueron Pedro Calderón, y de María Luz Penilla, ambos españoles. La situación económica de la familia Calderón Penilla debe de haber sido desahogada, ya que todo parece indicar que don Pedro Calderón había cimentado una sólida posición económica gracias a su actividad empresarial.
El padre de José Calderón era originario de la provincia de Santander, en España. Siendo joven arribó a Monterrey, en donde se unió en matrimonio con María Luz Penilla. Una vez radicado en Monterrey se dedicó con bastante éxito al comercio, lo que le permitió incursionar posteriormente también en la actividad industrial. Participó como accionista en la fundación, en 1854, de la que fuera la gran fábrica de hilados y tejidos de algodón "La Fama", ubicada en Santa Catarina, al oeste de la ciudad de Monterrey.
Durante los aciagos años de la invasión francesa a territorio nuevoleonés, Calderón Penilla se alistó a la Guardia Local convocada por el general republicano Mariano Escobedo en 1866 y fungió como sargento a la edad de 23 años.
José se familiarizó con la actividad comercial y desde muy joven se dedicó a la compraventa de mercancías, las cuales transportaba personalmente a Saltillo y a otras poblaciones de Coahuila, Nuevo León y Tamaulipas, siguiendo el camino de su padre.

## Primeras Actividades Empresariales
Si bien no cursó estudios formales, José Calderón Penilla poseía una notable capacidad para el trabajo, una gran inteligencia y espíritu emprendedor, factores que explican cómo consolidó el que más tarde sería uno de los más prestigiosos almacenes comerciales del país: la Casa Calderón, que operó durante más de medio siglo a gran escala en los giros comerciales de abarrotes, maquinaria, vinos y licores, entre otros.
Alrededor de 1870, cuando José Calderón veía florecer su empresa, había en Monterrey algo de más de medio centenar de "tendajos", pequeños establecimientos que cumplían la función de distribuir las mercancías entre la población regiomontanos. Todos ellos se abastecían en los almacenes del centro del poblado, entre los cuales descollaba la Casa Calderón.
Los mayoristas adquirían las mercancías que posteriormente vendían los tendajeros, en distintas poblaciones de la República en donde se producían o desde donde se distribuían. Otra forma, quizá la más común de realizar operaciones de compraventa en esa época, eran las ferias que se llevaban a cabo en algunas poblaciones importantes de la República, como por ejemplo la Feria de San Juan de los Lagos a la que asistía año con año José Calderón Penilla. También concurría a la de Encarnación de Díaz y a la de Valle de Santiago.
José Calderón regresaba a Monterrey con sus carros cargados de mercancía, sorteando los peligros que entrañaban los caminos de aquella época, especialmente el peligro de ser víctima de un asalto. Al llegar distribuía mercancías traídas del centro y del occidente del país entre sus clientes, los abarroteros.

## Casanueva, Don Isaac Garza Garza y Don José A. Muguerza
En aquella época, la ciudad de San Luis Potosí era una de las poblaciones más importantes de la República. Fue en uno de los pocos establecimientos comerciales de San Luis—Casanueva, propiedad de Calderón Penilla—donde este conoció a un joven talentoso a quien invitó a trabajar para la Casa Calderón en Monterrey. Se trataba de Isaac Garza, quien con el paso del tiempo llegaría a ser un pilar de la industrialización en Monterrey.
Isaac Garza entró a trabajar como dependiente en la Casa Calderón en 1874. Muy pronto demostró tener talento para los negocios, llegando a hacerse cargo de la contabilidad y a gozar muy pronto de toda la confianza de don José Calderón. Por esa misma época entró a trabajar a la Casa Calderón otro joven emprendedor, José A. Muguerza. Todo parece indicar que más que a dos empleados y posteriormente socios, Calderón encontró en Isaac Garza y José A. Muguerza a dos verdaderos amigos. Esa amistad, con el paso del tiempo traería la gran industria a Latinoamérica.
Pero don José Calderón no se contentó con la amistad y los servicios de don Isaac y de don José A. Muguerza. Con el tiempo los invitó a participar como socios de la Casa Calderón y a lanzarse con él a otras aventuras empresariales que planearon y llevaron a la práctica. Otro amigo y socio de Calderón que no puede dejar de citarse es José Maximilian Schneider, quien iba a ser una de las figuras principales en la fundación y posterior desarrollo de la Cervecería Cuauhtémoc.
Por otra parte, en 1876, don José Calderón contrajo matrimonio con Francisca Muguerza Crespo, hermana de José A, Muguerza. Al año siguiente nació el único hijo de este matrimonio, el cual fue bautizado con el mismo nombre que su padre.
Don José Calderón fue elegido presidente de la Cámara de Comercio de Monterrey en 1885 y desde esa institución denunció el contrabando que se desarrollaba en la Zona Libre Fronteriza.

## Fábrica de Cerveza "El León"
En 1886, don José Calderón decidió establecer una fábrica de cerveza en un solar conocido como Molino de la Purísima que años antes había comprado el terreno del molino, al igual que una fábrica de hielo adjunta, al señor Lorenzo González Treviño. El 6 de agosto de ese mismo año se dirigió al gobernador del estado, general Bernardo Reyes, para solicitar la exención de toda clase de contribuciones del estado y municipales, por el término de seis años, exención que le fue concebida al día siguiente.
La pequeña fábrica de cerveza "León", comenzó a producir cerveza envasada en pequeños barriles cuya dimensión era de 10 centímetros de diámetro por 30 de alto. También eran empleadas para envasar la cerveza, botellas cuyos tapones se ataban con cordeles.
Para obtener el conocimiento técnico adecuado, don José, acompañado de su hermano Jesús Calderón Penilla, visitó la ciudad de San Luis, en los Estados Unidos, con el propósito expreso de contratar a José Maximilian Schneider, un reconocido maestro cervecero. De hecho, la Casa Calderón era distribuidora para el norte del país de la cerveza Schneider, que era de muy buena calidad.
El 6 de agosto de 1887, don José Calderón, don Isaac Garza y don José A Muguerza constituyeron una sociedad mercantil denominada "José Calderón y Cía.", para seguir, ya de una manera formal como socios, el mismo negocio que el señor Calderón tenía, pero que por diversas razones no se había formalizado.
Fue, a principios de 1889 que se estableció en Monterrey José Maximilian Schneider, quien muy pronto se relacionó con los representantes de la Casa Calderón. Comenzaron entonces José Calderón, Isaac Garza, José A. Muguerza y el propio José Maximilian Schneider a planear la instalación de otra fábrica de cerveza en la capital de Nuevo León.

## Cervecería Cuauhtémoc y la inesperada muerte
Cuando el proyecto de la Cervecería Cuauhtémoc empezaba a adquirir forma, cuando más intensas y largas eran las deliberaciones previas al nacimiento de la compañía que llevó a Monterrey a la era de la gran industria, la muerte sorprendió a su principal promotor: el 25 de marzo de 1889, a los 46 años de edad falleció don José Calderón Penilla.
Continuarían su obra don Isaac Garza, don José A. Muguerza, doña Francisca Muguerza viuda de Calderón y, posteriormente, su hijo José Calderón Muguerza.
José Calderón Penilla y la Casa Calderón
Don José Calderón Penilla era para 1880 un notable comerciante en la ciudad, su tienda de abarrotes “La Casa Calderón” era reconocida fuera de Monterrey, y sus muchos negocios y proyectos se verían cristalizados años después. El nombre de José Calderón había figurado en los años de 1868 y 1875 como Regidor del Ayuntamiento de la ciudad de Monterrey, encargado de la Comisión de Policía. Además, cuando la nación requería una mayor participación de los ciudadanos neoleoneses para librarse del yugo del Imperio de Maximiliano, se integró en 1866 (contando con 23 años de edad) a la guardia nacional.
Uno de los mayores logros de don José Calderón Penilla fue el establecimiento en el año de 1865 de la Casa de Comercio “José Calderón y Cía.”, negocio que le dio prosperidad económica, clientes al por mayor y reconocimiento comercial a nivel nacional.

## Legado
En referencia al funcionamiento de la Casa Comercial Calderón, los investigadores Enriqueta Medina y Federico Arreola mencionan lo siguiente:
“Este establecimiento estuvo abierto más o menos medio siglo, toda una vida, durante el que operó a gran escala en los giros comerciales de abarrotes, maquinaria, vinos y licores, entre otros. La Casa Calderón adquirió un gran prestigio, de un lado por la seriedad con que sus dependientes se comportaban en las distintas operaciones, y de otro por el hecho de que ahí se formaron no pocos empleados que llegaría a ser destacados capitanes de empresa.
El alcance comercial que la Casa Calderón llegó a tener en parte del país fue muy importante. Todos los años don José viajaba a la feria de San Juan de los Lagos, a la de la Encarnación de Díaz y a la del Valle de Santiago, en donde adquiría y compraba productos. Asimismo, la Casa Calderón distribuía en el norte, occidente y centro del país, artículos importados que ingresaban a México principalmente por el puerto de Matamoros.
La Casa Calderón era considerada como la más importante abarrotera en el norte de México. Su buen surtido y el precio accesible para los comerciantes la hizo la preferida de los tendajeros regiomontanos. De esta forma don José Calderón fue forjando a la par un capital considerable y una casa comercial de presencia nacional. El prestigio y el respeto ganado por la Casa Calderón en México y Estados Unidos, a donde se trasladaba don José Calderón para comprar y vender las mercancías necesarias, fueron fruto de la disciplina y dedicación.
Fue así como la Casa Calderón, con la figura imponente de don José Calderón Penilla al frente, y la participación invaluable de sus manos derechas don Isaac Garza y don José A. Muguerza (su hermano político), se cimentó como uno de los establecimientos comerciales más acreditados y respetados del país. Según palabras de los escritores Arreola y Medina el negocio salió adelante por el talento, coraje y tenacidad de don José Calderón, líder de este tridente empresarial regiomontano.
Por otra parte, mientras la bonanza de la Casa Calderón permitía a don José la acumulación de buenas ganancias, se iniciaba en la ciudad un proceso de transición entre el comercio y la industria. El desarrollo de las grandes empresas de Monterrey se basó en las alianzas mercantiles hechas por los comerciantes mexicanos y extranjeros avecindados en el noreste mexicano. Por lo cual, el 6 de agosto de 1887 la familia Calderón estableció la sociedad “José Calderón y Cía.” teniendo como socios entre otros al joven Isaac Garza y José A. Muguerza, estableciendo un capital de 15,000 pesos por el término de cinco años
Ésta sociedad fue el preámbulo de la Cervecería Cuauhtémoc, la empresa que abrió las puertas de la gran industria en Monterrey a finales del siglo XIX. Mientras la Casa Calderón se consolidaba como el gran oasis de la familia Calderón, la ciudad experimentaba transformaciones de gran metrópoli.